# Presidencia Roque Sáenz Peña
Presidencia Roque Sáenz Peña, meglio conosciuta come Sáenz Peña, è un municipio dell'Argentina, capoluogo del dipartimento di Comandante Fernández, nella provincia di Chaco. Importante centro agro-industriale e termale, è la seconda città della provincia per numero d'abitanti.

## Geografia
Presidencia Roque Sáenz Peña sorge nella regione geografica del Chaco Austral, a 168 km a nord-ovest dal capoluogo provinciale Resistencia.

## Storia
La cittadina fu fondata nel 1912 con la costruzione della ferrovia Barranqueras-Metán. Fu intitolata al presidente in carica Roque Sáenz Peña.

## Infrastrutture e trasporti
Presidencia Roque Sáenz Peña sorge all'intersezione tra la strada nazionale 16 e la strada nazionale 95.